# Grzegorz Warchoł (aktor)
Grzegorz Warchoł (ur. 31 sierpnia 1947 w Krakowie) – polski aktor, reżyser teatralny, telewizyjny i filmowy, także scenarzysta i producent filmowy.

## Życiorys
Po maturze rozpoczął studia w krakowskiej PWST, jednak przerwał je na III roku. W 1968 zadebiutował w teatrze, a w 1970 zdał w Krakowie eksternistyczny egzamin aktorski. W 1977 zaczął pracować przy realizacji seriali telewizyjnych jako drugi reżyser. Od 1979 jest samodzielnym reżyserem. Od 1994 był reżyserem teleturnieju Familiada.

## Role teatralne
- 1968 – Wieczór Trzech Króli jako Valentyn (reż. Bronisław Dąbrowski)
- 1989 – Spotkania ze Szwejkiem (reż. Paweł Trzaska, Teatr Telewizji)
- 2000 – Łamigłówka jako prezes Pokrowiec (reż. Łukasz Wylężałek, Teatr Telewizji)
- 2002 – Brat Elvis jako Sąsiad Mrowca (reż. Ł. Wylężałek, Teatr Telewizji)
- Inscenizacje
  - 1985 – Z tyłu
  - 1985 – Niezwykła przygoda
  - 1986 – Panna Tutli Putli
  - 1988 – Czego nie widać
  - 1989 – Bal manekinów
  - 1998 – Eddie E.
  - 2008 – Zemsta (także pomysł scenograficzny)
- Teatr Telewizji
  - 1988 – Kolabo Song
  - 1992 – Becket, czyli honor Boga
  - 1994 – Ja, Michał z Montaigne
  - 1994 – Zamek w Szwecji
  - 2006 – Volpone albo Lis

## Filmografia
- Role
  - 1969 – Znicz olimpijski jako Czesiek
  - 1971 – 150 na godzinę jako mechanik samochodowy Józek Górka, kolega Marcina
  - 1971 – Kocie ślady jako Waldek Zaliwa, milicjant, brat Hanki (nie występuje w napisach)
  - 1973 – Droga jako milicjant
  - 1974 – Ile jest życia jako goprowiec Jędrek
  - 1975 – Strach jako Wojciech Wilak
  - 1975 – Trzecia granica jako Władek Mrowca
  - 1976 – Wakacje jako kierownik obozu lekarzy
  - 1976–1977 – Czterdziestolatek jako inżynier Celej
  - 1976–1977 – Zezem – różne roleKołodziej
  - 1976–1977 – Polskie drogi jako lekarz badający rannego partyzanta
  - 1977 – Raszyn. 1809 jako Napoleon Bonaparte
  - 1977 – Wolna sobota jako brygadzista Jan Borusiak
  - 1978 – Biały mazur jako Stanisław Mendelson
  - 1978 – Somosierra. 1808 jako Napoleon Bonaparte
  - 1981 – Najdłuższa wojna nowoczesnej Europy jako Francuz Paul
  - 1983 – Alternatywy 4 jako dziennikarz tv
  - 1987 – Komediantka jako inspicjent w zespole Cabińskiego
  - 1988 – Dekalog X jako Bromski
  - 1988 – Obywatel Piszczyk jako kelner Władek Weronicki, współwięzień
  - 1988 – Piłkarski poker jako prezes „Oceanii”
  - 1989 – Kapitał, czyli jak zrobić pieniądze w Polsce jako Jerzy Ludwiczak, wspólnik Nowosada
  - 1989 – Konsul jako Antonowicz, dyrektor ze zjednoczenia
  - 1990 – Dom na głowie jako redaktor Mrozik
  - 1992 – Kuchnia polska jako Rubiszewski (odc. 4)
  - 1992 – Żegnaj, Rockefeller jako mecenas Jaro-Maczyński, adwokat Namolnego
  - 1993 – Trzy kolory. Biały jako „Elegant”, partner właściciela kantoru
  - 1993 – Żywot człowieka rozbrojonego
  - 1994 – Zespół adwokacki jako sędzia prowadzący sprawę pielęgniarki Tereski
  - 1995 – Ekstradycja jako Sytniewski vel „Syty”, szef mafii
  - 1995 – Sukces jako Dzidek
  - 1999 – Ja, Malinowski jako Roman Malinowski
  - 1999 – Policjanci jako komisarz Poleski, komendant komisariatu
  - 1999 – Wszystkie pieniądze świata jako Wędzonek
  - 2000 – 13 posterunek 2 jako minister Bączek
  - 2000 – Sukces jako prezes Dzidek Miśkiewicz
  - 2000 – Twarze i maski jako reżyser Marski
  - 2003 – Świat według Kiepskich (odc. 140 „Cios w nos”) jako Zygmunt Menadżer
  - 2003 – Fala zbrodni jako „Barbi”, szef gangu (odc. 3)
  - 2004 – Dziki jako komendant Jan
  - 2004 − Męskie-żeńskie jako Zygfryd, ojciec Pawła
  - 2005 – Czas surferów jako Czarnecki
  - 2005 – Skazany na bluesa jako Gruber
  - 2006 – Malkina jako Malkontent
  - 2007 – Dwie strony medalu jako szachista Maciej Kołodziej
  - 2008–2021 – Ojciec Mateusz jako Sławomir Panak (odc. 13), Stanisław Gronowski (odc. 98), Marek (odc. 161), Janusz Kobus (odc. 319)
  - 2010 – Mała matura 1947 jako woźny Krupa
  - 2012 – Prawo Agaty jako szef Elżbiety (odc. 18)
  - 2019 – Echo serca jako Mirosław Pęk
  - 2024 – Gang Zielonej Rękawiczki jako Janusz, mąż Emilii (odc. 13)
- Ekipa
  - 1976 – Zezem – współpraca reżyserska
  - 1977, 1978 – Układ krążenia – II reżyser
  - 1979 – Gazda z Diabelnej – reżyseria, scenariusz, dialogi
  - 1982 – Życie Kamila Kuranta – reżyseria
  - 1983 – Adopcja – reżyseria
  - 1985 – Lubię nietoperze – reżyseria, scenariusz
  - 1988 – Królewskie sny – reżyseria
  - 1989 – Paziowie – reżyseria, scenariusz
  - 1993 – Novembre – producent
  - 1993 – Lepiej być piękną i bogatą – producent
  - 1994 – Legenda Tatr – producent
  - 1994 – Polska śmierć – producent
  - 1998 – Z pianką czy bez – reżyseria
  - 2004–2006 – Bulionerzy – reżyseria
  - 2004 – Dziki – reżyseria
  - 2005–2006 – Okazja – reżyseria
  - 2006 – Dylematu 5 – reżyseria
  - 2006–2007 – Dwie strony medalu – reżyseria, scenariusz

## Życie prywatne
Był mężem aktorki Krystyny Tkacz, rozwiedli się. Jego dzieci, Weronika Warchoł i Wacław Warchoł, są aktorami.